# Foilcat

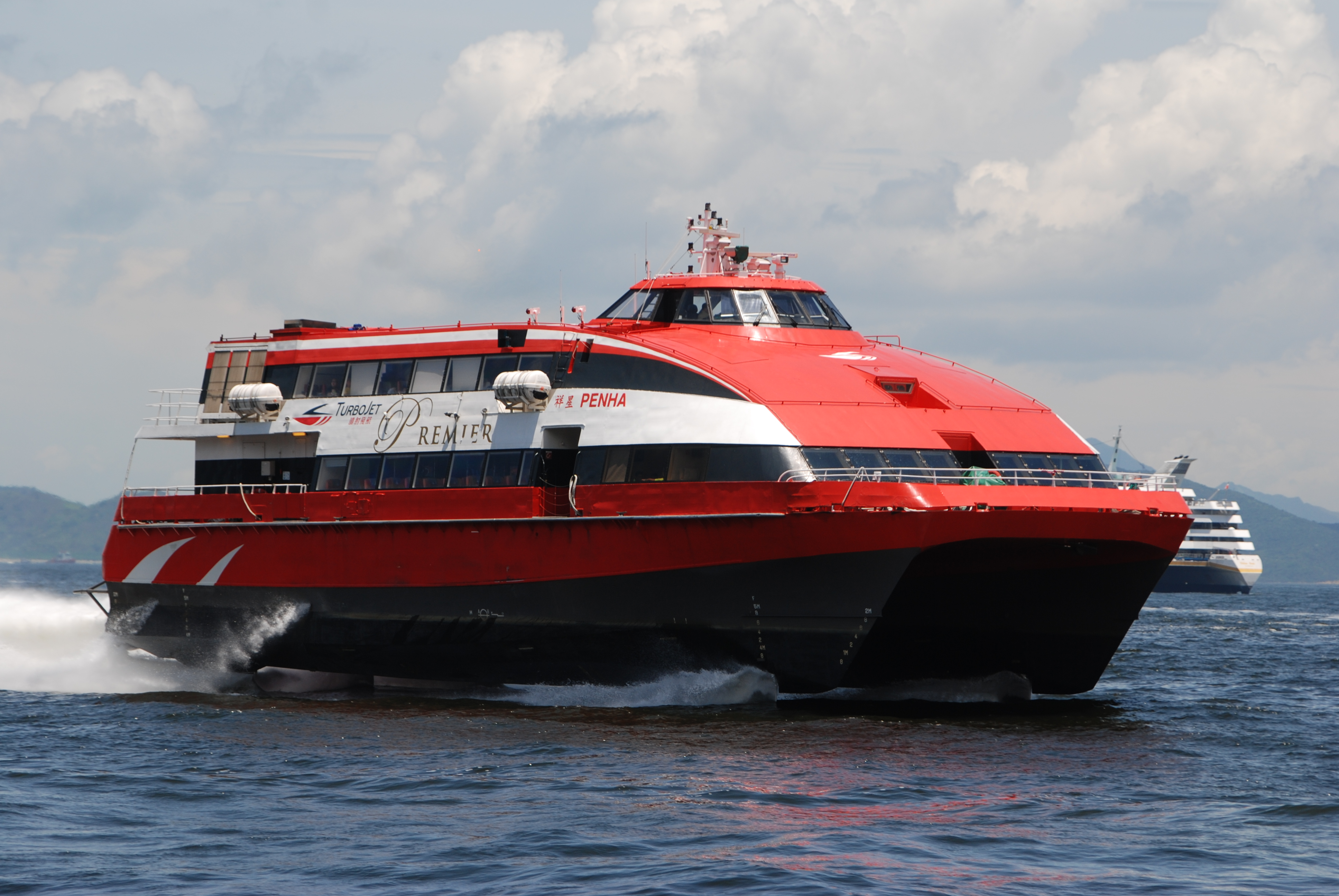
TurboJETの祥星 Foilcat型双胴水中翼船

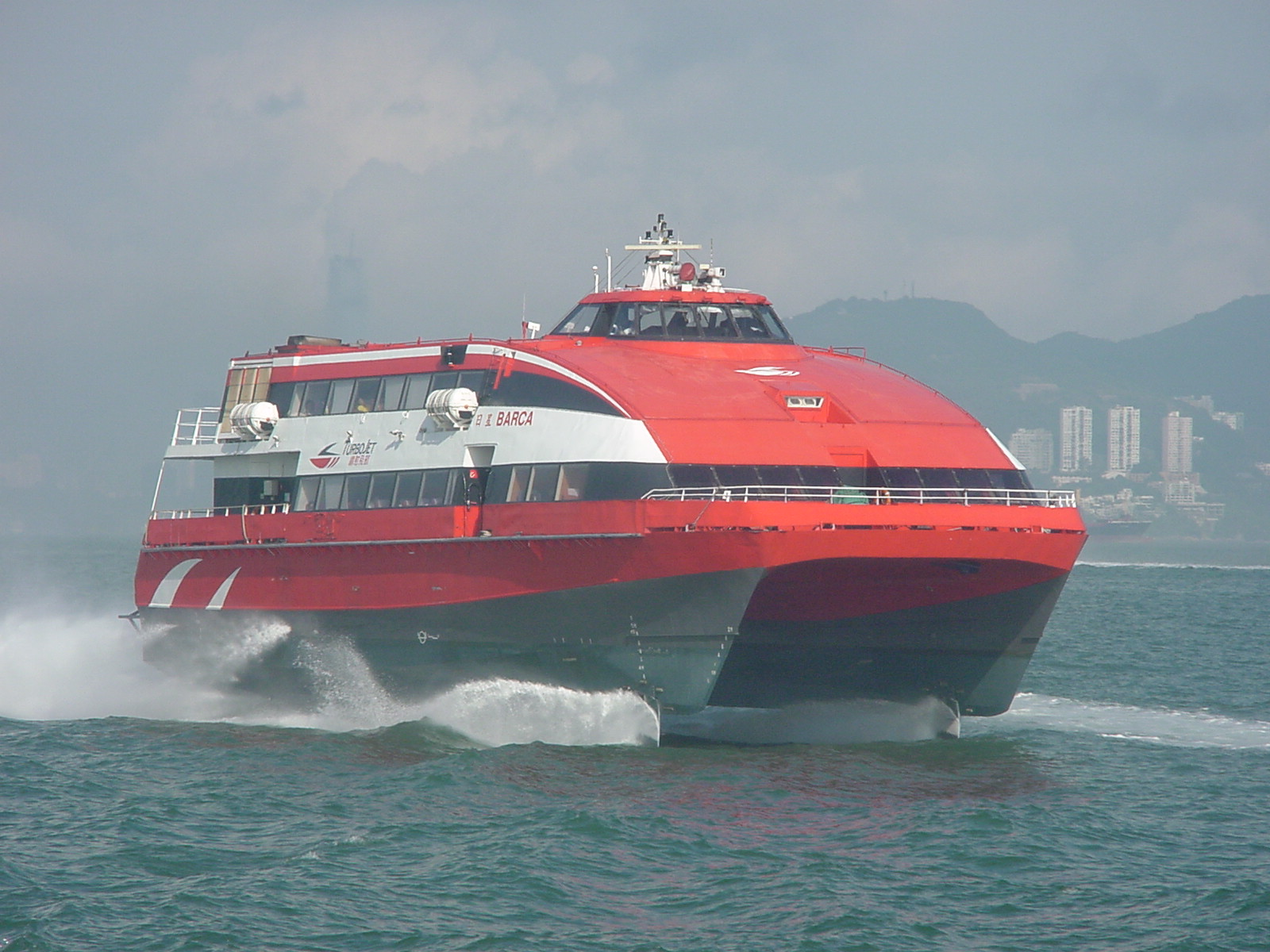
TurboJETの日星 Foilcat型双胴水中翼船

Foilcatは、クヴァナー・フィエルストラン社製造の水中翼双胴船。
水中翼船としては翼が全て水中にある全没型に属する。ガスタービンを動力としたウォータージェット推進である。
1995年、TurboJET向けに35M型2隻が建造された。

## 諸元（35M FoilCat）
- 速度: 最大52ノット、巡航45ノット[1][2]
- 全長: 35m[3]
- 全幅：12m[3]
- 吃水：2.55m（水中翼）、4.70m（艇体）[3]
- 旅客定員：377名もしくは378名（プレミアグランドクラスの定員によって異なる）[3]。当初は407名[1][2]。
- エンジン：ゼネラル・エレクトリック LM500ガスタービンエンジン×2基[3]